# Kiṃnara
Nelle mitologie buddhista e induista, il kiṃnara (devanāgarī: किंनर; pāli: kinnara; cinese: 緊那羅, jǐnnàluó; giapponese:kinnara; coreano:  긴나라, kinnara; vietnamita: khẩn na la; tibetano: mi ’am ci) è una classe di meravigliosi e divini musici celesti, posti sotto i gandharva. Iconograficamente vengono descritti con il corpo umano e la testa di un cavallo, oppure come uccelli con la testa umana.
Nei sūtra buddisti vengono spesso citati, al pari degli altri appartenenti alla classe degli aṣṭasenā, durante le assemblee del Buddha a cui partecipano, offrendo la loro protezione al Dharma buddista.